# No quiero estar sin ti (película)
No quiero estar sin ti es una película colombiana de 2020 dirigida y escrita por Mauro Mauad y protagonizada por Viviana Santos, Laura Ángel y el propio Mauad. Fue grabada durante la pandemia de COVID-19 y relata la historia de una joven que, debido a la cuarentena, debe permanecer encerrada en una casa de Bogotá con su mejor amiga y su novio, y empieza a sentir una atracción sexual por ambos. Obtuvo diversos premios y nominaciones en eventos como el Barcelona Indie Filmmakers Festival, los Miff Awards y el Montreal International Wreath Awards Film Festival, entre otros.

## Sinopsis
Una joven llamada Isabel visita un fin de semana a su mejor amiga, quien vive en Bogotá con su novio. Sin embargo, en ese preciso momento se declara una cuarentena nacional debido a la pandemia del COVID-19, obligándola a permanecer encerrada con ellos. Paulatinamente empieza a sentir una fuerte atracción sexual por ambos, algo que se hace más evidente al tener que pasar las 24 horas del día en su compañía.

## Reparto
- Mauro Mauad
- Viviana Santos
- Laura Ángel